# 廣川洋一
廣川 洋一（ひろかわ よういち、1935年1月19日 - 2019年11月8日）は、日本の哲学者。筑波大学名誉教授。専攻は西洋哲学。古代ギリシア哲学が専門。

## 略歴
新潟県出身。1954年新潟県立長岡高等学校卒業。1958年東京教育大学文学部卒業。京都大学大学院文学研究科博士課程満期退学。田中美知太郎、松平千秋、藤沢令夫らに学ぶ。1977年京都大学で博士号を取得。同年から翌年までロンドン大学研究員。
東海大学文学部助教授、教授を経て、1988年筑波大学哲学・思想学系教授、1999年定年退官、名誉教授。龍谷大学文学部教授。2005年退任。
2019年11月8日、前立腺がんのため死去。83歳没。

## 著作

### 単著
- 『ヘシオドス研究序説－ギリシア思想の生誕』未来社、1975年
- 『ヨーロッパにおける学の生成』東海大学出版会、1977年
- 『プラトンの学園 アカデメイア』岩波書店、1980年／講談社学術文庫、1999年
- 『イソクラテスの修辞学校 西欧的教養の源泉』岩波書店 1984年／講談社学術文庫、2005年
- 『ソクラテス以前の哲学者 初期ギリシアにおける宇宙自然と人間の探究』講談社 1987年／講談社学術文庫、1997年
- 『ギリシア人の教育 教養とはなにか』岩波新書 1990年
- 『古代感情論―プラトンからストア派まで』岩波書店 2000年

### 共編著
- 『哲学の名著12選』学陽書房、1972年（古田光、 廣川洋一、 中野幸次、 竹田篤司、 上妻精、 飯島宗享、 城塚登、 岩永達郎、 新田義弘、 市倉宏祐 による共編著）

- 『文明理論への試み:東海大学創立三十周年記念論文集』斎藤博編、東海大学出版会、1973年

- 『ヨーロッパにおける人間観の研究』古田光編、未来社、1982年（古田光、 藤田健治、 木田献一、 屋形禎亮、 澤柳大五郎、 廣川洋一、 中野幸次、 秀村欣二、 兼岩正夫、 清水富雄、 裾分一弘、 下村寅太郎、 西沢龍生、永井博 による共編著）

- 『古典・名著の読み方』編著、日本実業出版社 、1991年

### 翻訳
- 『世界文學大系63 ギリシア思想家集』所収の「ヘシオドス」 田中美知太郎編  筑摩書房、1965年
  - ヘシオドス『神統記』岩波文庫、1984年、復刊2016年ほか
- 『ベルグソン全集1 時間と自由』所収の「アリストテレスの場所論」 村治能就共訳 白水社、1965年
- フランシス・コーンフォード『宗教から哲学へ:西欧的思索の起源の研究』 東海大学出版会、1966年
- 『プラトン著作集1』所収の「クラテュロス」 村治能就共訳 勁草書房、1971年
- 『プラトン著作集4』所収の「イオン」 勁草書房、1971年
- パウラ・フィリップソン『ギリシア神話の研究:神話の思考方法と時間様式』 川村宣元共訳  東海大学出版会、1974年
- パウラ・フィリップソン『ギリシア神話の時間論』 川村宣元共訳 東海大学出版会、1979年
- フェリックス・ハイニマン『ノモスとピュシス:ギリシア思想におけるその起源と意味』 みすず書房、1983年
- アリストテレス『哲学のすすめ』講談社学術文庫、2011年。大文字版、訳・解説
- 『キケロ『ホルテンシウス』断片訳と構成案』岩波書店、2016年

## 論文
- 廣川洋一